# Valentyna Kaminska
Valentina Kaminska (en ukrainien : Валентина Камінська et en biélorusse : Валянціна Валянцінаўна Камінская / Valiantsina Valiantsinauna Kaminskaya), née le 5 septembre 1987 à Mogilev, est une fondeuse biélorusse, représentant l'Ukraine depuis 2018.

## Carrière
Chez les jeunes, elle concourt notamment aux Championnats du monde junior en 2007 et aux Championnats du monde des moins de 23 ans en 2010, où son meilleur résultat est 24e du sprint.
En février 2012, elle est au départ de sa première manche de Coupe du monde à Moscou (38e du sprint).
En 2013, Kaminskaya participe à premiers Championnats du monde, à Val di Fiemme, elle y est 45e du sprint individuel et 13e du sprint par équipes. En 2014, elle honore sa première sélection aux jeux olympiques à Sotchi, prenant la 46e place au sprint libre pour sa seule course au programme.
Elle détient un palmarès plus fourni en rollerski (ski à roulettes), remportant une médaille d'argent aux Championnats du monde 2013 sur quinze kilomètres et cinq podiums dans la Coupe du monde. 
Au niveau continental, elle obtient un podium (victoire) en Coupe OPA en décembre 2012 à St. Ulrich et un podium dans la Coupe d'Europe de l'Est en décembre 2017 dans un sprint à Syanki.
En février 2018, elle dispute aussi ses deuxièmes jeux olympiques à Pyeongchang, se classant 47e du sprint classique, 70e du dix kilomètres libre, 45e du trente kilomètres classique et 14e avec le relais. En juin 2018, elle change d'équipe pour représenter désormais l'Ukraine.
Depuis, elle a couru deux éditions des Championnats du monde en 2019 et 2021.

## Palmarès

### Jeux olympiques d'hiver
| Épreuve / Édition   | Sprint                           | Sprint                           | 10 km                            | 10 km                            | Skiathlon 2 × 7,5 km | 30 km | Relais | Relais   |
| Épreuve / Édition   | libre                            | classique                        | libre                            | classique                        | Skiathlon 2 × 7,5 km | 30 km | Sprint | 4 × 5 km |
| JO 2014 Sotchi      | 46e                              | Épreuve inexistante à cette date | Épreuve inexistante à cette date | -                                | -                    | -     | -      | -        |
| JO 2018 Pyeongchang | Épreuve inexistante à cette date | 47e                              | 70e                              | Épreuve inexistante à cette date | -                    | 45e   | -      | 14e      |

Légende :
- : pas d'épreuve
- — : Non disputée par Kaminskaya

### Championnats du monde
| Épreuve / Édition        | Sprint                           | Sprint                           | 10 km                            | 10 km                            | Skiathlon 2 × 7,5 km | 30 km | Relais | Relais   |
| Épreuve / Édition        | libre                            | classique                        | libre                            | classique                        | Skiathlon 2 × 7,5 km | 30 km | Sprint | 4 × 5 km |
| Mondiaux 2013 Lahti      | Épreuve inexistante à cette date | 45e                              | -                                | Épreuve inexistante à cette date | -                    | -     | 13e    | -        |
| Mondiaux 2019 Seefeld    | 60e                              | Épreuve inexistante à cette date | Épreuve inexistante à cette date | 63e                              | -                    | -     | 17e    | 17e      |
| Mondiaux 2021 Oberstdorf | Épreuve inexistante à cette date | 66e                              | 59e                              | Épreuve inexistante à cette date | 46e                  | 42e   | 18e    | 13e      |

Légende :
- : pas d'épreuve
- — : Non disputée par Kaminskaya

### Championnats du monde de rollerski
- Médaille d'argent sur quinze kilomètres libre en 2013 à Bad Peterstal.

### Coupe d'Europe de l'Est
- 1 podium.

### Coupe OPA
- 1 podium : 1 victoire.